# Hull City AFC
Hull City Association Football Club egy angol labdarúgócsapat, székhelye Kingston upon Hullban található. Története során először az angol élvonalban szerepelhet a 2008–09-es szezontól kezdve. 1904-es alapítása óta a klub legjobb eredménye egy harmadik hely volt a régi másodosztályban. Ezt a 2007–08-as idényben megismételték és fel is jutottak, mivel a rájátszás döntőjében 1-0 arányban legyőzték a Bristol Cityt a Wembley Stadionban. A legjobb kupaszereplésük 1930-ra datálódik, amikor az FA-kupa elődöntőjéig jutottak.
A gárda otthona 2002 óta az MKM Stadion, előtte a Boothferry Parkban játszottak. A hivatalos klubszín a borostyán és a fekete. Gyakran készíttetnek ezekből a színekből csíkos mezt maguknak, innen ered a Tigrisek becenév. A csapata kabalája Roary, a tigris.
A Hull City a 2009-10-es kiesett a Premier League-ből. 2013-ban ismét feljutottak az élvonalba. A 2016–2017-es szezonban újra kiesett a Premier Leagueből.

## Történet
A Hull Cityt 1904 júniusában alapították, már előtte néhány évvel felmerült az ötlet, hogy alapítani kellene egy futballcsapatot, de a városban a rögbi dominált. A Hull FC és a Hull KR is megbecsült rögbicsapat volt, így nehéz lett volna egy új, népszerű klubot alapítani.
A gárda első profi szezonjában csak barátságos meccseket játszott, mivel lekésett a határidőről, hogy az 1904–05-ös idényre benevezzen a Labdarúgó Liga valamelyik osztályába. Ezek a találkozók a The Boulevardon kerültek megrendezésre, mely akkoriban a Hull FC otthona volt. Az első mérkőzésre 1904. szeptember 1-jén került sor, a Notts County ellen. A Tigrisek jól kezdtek és végül 2-2-es döntetlent harcoltak ki a jóval tapasztaltabb ellenfél ellen. 6000 néző foglalt helyet a Boulevard lelátóin.
Az első tétmeccsüket az FA-kupában játszották, de már a selejtezők során kiestek a Stockton ellen. Az újrajátszás után 7-4-es összesítéssel jutott tovább az ellenfél. A tulajdonosokkal való összetűzés után a Hull a Boulevardról az Anlaby Road Cricket Groundra költözött. Az 1905–06-os szezonban beléptek a liga másodosztályába. Ekkor olyan csapatokkal küzdhettek meg, mint a Manchester United, a Chelsea, a Leeds City, a Bradford City vagy a Barnsley. Éppen az utóbbi ellen játszották első meccsüket, melyet 4-1-re meg is nyertek. Végül első idényükben ötödikek lettek.
Ezt követően a vezetőség egy új stadion építtetésébe kezdett a krikettpályával szemben. Ambrose Langley edzősködése alatt a City továbbra is folyamatosan a tabella első felében végzett. Az 1909–10-es évadban harmadikok lettek és ugyanannyi pontjuk volt, mint a másodikként feljutó Wigan Athleticnek, de rosszabb volt a gólarányuk.
Az első világháború előtt, 1915-ben a csapat bejutott az FA-upa negyeddöntőjébe a West Bromwich Albiont, a Northampton Townt és a Southamptont legyőzve, de aztán 4-2-re kikaptak a Bolton Wandererstől. A kupasorozatokban 1930-ban érték el máig legjobb eredményüket, amikor az FA-kupa elődöntőjéig meneteltek. A menetelés során kiejtették a Leeds Unitedet, a Blackpoolt, a Plymouth Argyle-t, és a Manchester Cityt. Ezek után következett a Newcastle United elleni negyeddöntő, ahol előbb 1-1-es döntetlen, majd 1-0 arányú Hull-siker következett. Az elődöntőben az Arsenal várta a Tigriseket, az első meccs itt sem hozott döntést, az újrajátszást azonban az Ágyúsok nyerték.
Az 1948–49-es idénytől kezdve a csapat menedzsere a korábbi angol válogatott labdarúgó Raich Carter lett, akivel a City megnyerte a harmadosztály északi csoportját. 1948 karácsonyán körülbelül 50 000 néző gyűlt össze az újonnan épített Boothferry Parkban, majd egy Manchester United elleni FA-kupa-találkozó már 55 019 szurkolót vonzott, ami máig érvényes nézőcsúcs.
Az 1950-es és 1960-as években a Tigrisek a másod- és harmadosztály között hullámvasutaztak. 1970 augusztus 1-jén büntetőkkel estk ki a Watney-kupából a Manchester Uniteddel szemben, ezzel ők lettek az első tizenegyespárbajban elbukó gárda. Az 1980-as évek elején a Hull pénzügyileg összeomlott, ami adósságokhoz vezetett, így nem csoda, ha a csapat kiesett a negyedosztályba.

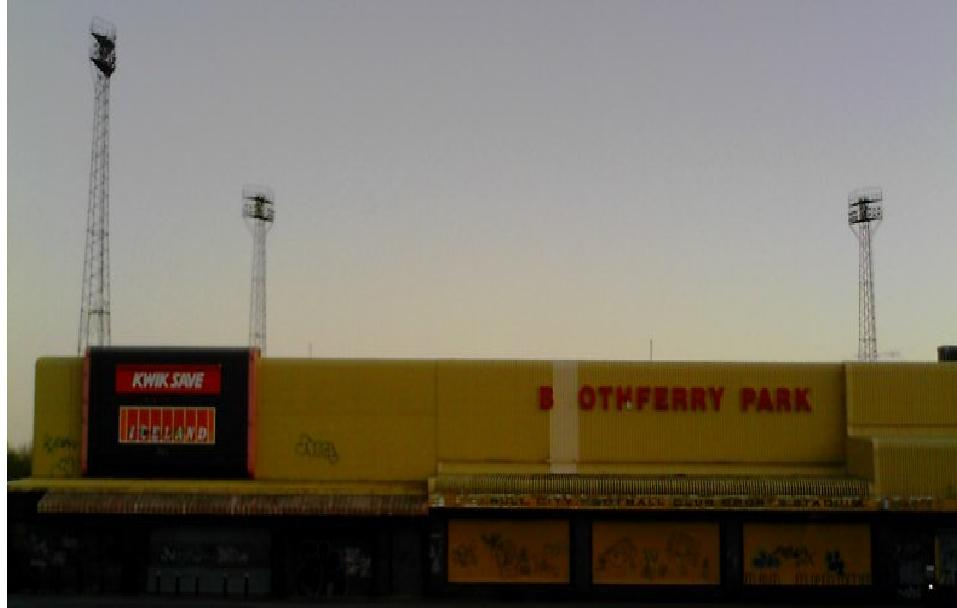
A Boothferry Park 2008 márciusában

A megmentők a Scarboroughtól érkeztek Don Robinson elnök és Colin Appleton menedzser személyében. 1983-ban feljutottak a harmadosztályba, a fiatal keretben olyan játékosok voltak, mint jövőbeli angol válogatott szélső, Brian Marwood, a jövőbeli angol szövetségi kapitány Steve McClaren, a félelmetes középcsatár, Billy Whitehurst és a gólerős Les Mutrie. A következő szezonban a Hull egyetlen gól miatt elesett az újabb feljutástól és Appleton a Swansea City menedzsere lett.
Brian Horton alatt összejött a másodosztályba való feljutás 1985-ben. A fogadóirodák szinte minden évben kiesésre jelölt csapatnak tartották a Tigriseket, de 1991-ig sikerült bent maradniuk. Az 1991–92-es szezonban a 14. helyen végeztek, majd ezt követően sorra a tabella közepén zárták az idényeket. 1996-ban viszont egy szörnyű szezon után kiestek.
1997-ben egy korábbi teniszjátékos, David Lloyd felvásárolta a Hullt és Mark Hateley-t nevezte ki menedzserré az 1996/97-es kiábrándító 17. hely után. A forma azonban semmit nem javult, valós esély mutatkozott arra, hogy a klub elveszíti ligatagságát, azaz kiesik a negyedosztályból. Lloyd 1998 novemberében eladta a Cityt egy dél-yorkshire-i csoportnak. Ekkor Hateley-nek is mennie kellett, helyére az akkor mindössze 34 éves Warren Joyce ült le, akinek sikerült elkerülnie a kiesést. A szurkolók a "Nagy megmenekülés"-ként emlékeznek erre az évadra. 2000-ben Joyce-nak mégis mennie kellett, hogy átadja helyét a tapasztaltabb Brian Little-nek.
Little új életet lehelt a csapatba és jó eredményeket ért el, bár a végrehajtók már bezárták a Boothferry Parkot és a csőd még mindig kilátásban volt. A 2000–01-es idényben a Tigrisek kvalifikálták magukat a negyedosztály rájátszására, de az elődöntőben kikaptak. Ezután Adam Pearson vette meg a klubot és valamelyest könnyített a nehéz anyagi helyzeten, így a tönkremeneteltől legalább nem kellett félni.
Pearson pénze lehetővé tette azt is, hogy Little újjászervezze a gárdát, mely a 2001–02-es idényben szint végig az automatikus feljutást és rájátszást érő helyek között mozgott. A teljesítmény azonban romlani kezdett és Little-nek mennie kellett, a Hull végül 11. lett.
A következő szezon nagyon rosszul indult és a kiesésre sokkal nagyobb esély mutatkozott, mint a feljutásra, az akkori menedzsert, Molbyt kirúgták, amikor a csapat alulról az ötödik volt.
2002 decemberében Peter Taylor ült le a kispadra és a City beköltözött új stadionjába, a KCOM stadionba. A Boothferryben 56 évet töltöttek el.

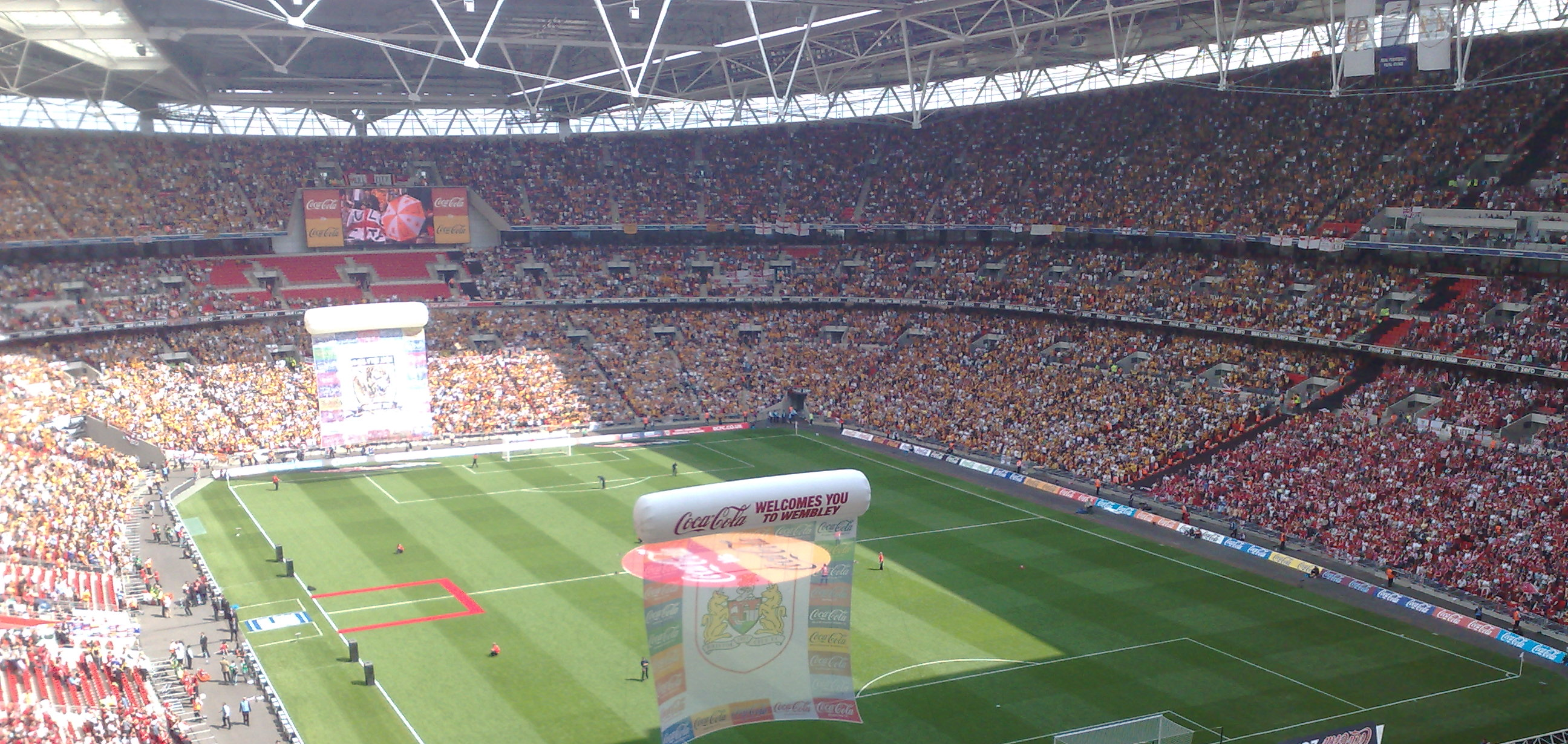
A Wembley Stadion a rájátszás döntője előtt, 2008-ban

Az új otthon szerencsét is hozott bőven, hiszen a Tigrisek két egymást követő szezonban is feljutottak (2003–04, 2004–05), 2005–06-ra tehát már a Championshipben találták magukat, ami Angliában a másodosztálynak felel meg. A feljutást követő első idényükben a 18-ként végeztek, 10 ponttal elkerülve a kiesést. 16 éve ez volt a legjobb bajnoki helyezésük.
Taylor azonban elhagyta a klubot 2006 júniusában, hogy átvegye a Crystal Palace irányítását. Utódja Phil Parkinson lett, de néhány hónap múlva kirúgták. Ekkor a Hull a kiesőzónában volt, bár korábban 2 millió fontot költöttek új játékosokra. Phil Brown lett az új szakvezető, aki kivezette őket a kiesést jelentő helyekről. Visszarendelte a csapathoz a veterán Dean Windasst, aki sokat segített a 21. hely elérésében. A szezon végén Horton is visszatért, hogy Brown asszisztense legyen.
Pearson 2007 nyarán eladta a Cityt Paul Duffennek, aki már hosszabb ideje készült az üzletre és az volt a célja, hogy nagyobb összeget szán a fejlesztésekre. Duffen elnöksége alatt a 2006–07-es szezonban szenvedő csapatból feljutóesélyes lett a 2007–08-as idényre. Végül harmadikok lettek, így részt vehettek a rájátszásban, ahol az elődöntőben összesítésben 6-1-re verték a Watfordot. A fináléra 2008. május 24-én került sor, a Bristol City volt az ellenfél. A City 1-0-ra győzött, a döntő találatot éppen az Windass szerezte, aki gyerekkora óta a csapat elkötelezett szurkolója.
A negyedosztályból tehát öt év alatt sikerült feljutni az élvonalba, ami az ötödik leggyorsabban elért ilyen eredmény a futball történelmében.
Az első élvonalbeli szezonjuk, a 2008-09-es szezon őszén fantasztikusan szerepeltek, volt olyan forduló, amikor harmadikok voltak. A lejtőn a Chelsea elleni 3-0 indította el, és a szezon utolsó fordulójában az utolsó, bennmaradást érő helyen, a 17-en tanyáztak, de a zárófordulóban kikaptak a bajnok Manchester Unitedtől. Azonban nem estek ki: a Newcastle Damien Duff öngóljával szinték kikapott, habár egy döntetlennel már a Hull lett volna a kieső. De a jó formát a következő, 2009-10-es szezonban sem találták meg, és, bár februárban kirúgták Phil Brown edzőt, ekkor már nem kerülhették el a sorsukat: Ian Dowie-val a padon csak a 19-ik helyezést érték el, és kiestek a Championshipbe.
A 2012–13-as szezon során a csapat végig az élmezőnyben volt a másodosztályban.
2013. május 4-én az utolsó fordulóban a tabella első helyén álló, 86 ponttal biztos feljutó walesi csapat, a Cardiff City volt az ellenfél. A Tigers ekkor 78 egységgel a második helyen állt, őket követte 77 ponttal a Watford. A Hull hazai pályán játszott mérkőzésén a 49. percben Fraizer Campbell vezetést szerzett a Cardiffnak, de utána 5 perc alatt két gólt szerzett a Hull, így a 63. percben már ők vezettek. Ugyan a 95. percben Maynard lőtt egy büntetőgólt, ezzel beállítva a 2-2-es végeredményt, de a Leeds Unitedet hazai pályán fogadó Watford 1-2-re kikapott, így eldőlt, hogy a Hull City 2010 után újból az első osztály tagja lett. A 2014–15-ös idény végén kiestek, azonban egy szezon elteltével ismét kiharcolták a feljutást, ezúttal a Sheffield Wednesdayt győzték le a play offban.(1-0)

## Mezek és címerek
Története legnagyobb részében a Hull City összeállítása fekete és borostyánszínű mezből, fekete sortból és fekete sportszárakból állt. A feketéből és a borostyánból ered a klub beceneve, a Tigrisek. Első meccsükön, 1904-ben viszont fehér mezt viseltek a játékosok fekete rövidnadrággal és fekete sportszárakkal. Első bajnoki idényétől kezdve a csapat meze fekete-borostyánszínű csíkos volt egészen a második világháborúig, kivéve egy évadot, amikor a mez égszínkék volt. A harcok után ismét égszínkék szerelést használtak, majd átváltottak borostyánszínűre, a fekete csíkozás csak az 1960-as években került újra használatba.
Az 1970-es és 1980-as években folyamatosan váltakoztak a sima borostyánszínű és a borostyán-fekete csíkos mezek. Az 1980-as évek végén a piros szín is a mezszínek közé került, de csak nagyon rövid ideig. Az 1990-es évek elején a tervezők kiadtak egy valódi tigrismintás mezt, de nem volt sikere, olyannyira, hogy máig a City legrosszabb mezeként tartják számon. Az 1998/99-es idény összeállításában fekete és fehér csíkok váltogatták egymást, ami szintén népszerűtlen volt. Az ezredforduló után a klub játékosai egészen 2004 folyamatosan sima borostyánszín mezeket viseltek. 2004-ben, a 100 évvel azelőttihez hasonló összeállítás volt használatban.
A Hull City mezeire egészen 1947-ig nem kerültek címerek. Az első logó egy narancssárga pajzs volt, melyen egy tigris fejének körvonalai voltak láthatók. 1955-ben csak a tigrisfej maradt, majd négy év múlva visszatértek ahhoz a hagyományhoz, hogy nem használtak címert a mezükön. 1971-ben tért vissza a tigrisfej, amit később a "HCAFC" felirat váltott. 1980-tól 1998-ig használták az a logót, melyen egy tigris feje volt látható és alá volt írva a csapat neve. Ezt követte a mostani, melyen egy pajzs került a tigrisfej mögé és egy szalagra felkerült a becenév is.

## Stadion
1904 és 1905 között a Hull a The Boulevardban játszotta meccseit. A bérleti szerződés értelmében a Tigrisek csak akkor használhatták ezt a pályát, ha a tulajdonos rögbicsapatnak nincs rá szüksége. Fellépésenként 100 fontot kellett fizetniük. 1906-ban saját stadiont építettek Anlaby Road néven. Fenn állt a veszélye, hogy átirányítják a vasútvonalat, mely így pont az Anlaby Roadon haladt volna keresztül, ezért rájöttek a vezetők, hogy nem csak a stadiont, de a területet is birtokolniuk kell, melyen az áll. 1929-ben kezdtek el tárgyalni egy földterület megvételéről a Boothferry Roadon és a North Roadon. Az Angol Labdarúgó-szövetségtől 3000 fontos kölcsönt kaptak.
A második világháború alatt egy bomba az Anlaby Roadot is eltalálta. A Hullnak vissza kellett térnie a Boulevardra, hiszen az Anlaby használhatatlanná vált, a Boothferry Roadon tervezett stadion pedig rossz állapotban volt. Az új létesítmény 1946. augusztus 31-én nyitotta meg kapuit Boothferry Park néven.
2002-ben a Hull City a Hull FC nevű rögbicsapattal együtt új stadion épített KCOM stadion néven, mely 2006-ban megkapta a "Legjobb pálya" díjat.

## Játékoskeret
2025. április 6-én lett frissítve:
| Mezszám       | Név                | Nemzet    | Posztok     | Szül. év (kor)                 | Megjegyzés:                           |         |         |         |         |
| Kapusok       | Kapusok            | Kapusok   | Kapusok     | Kapusok                        | Kapusok                               | Kapusok | Kapusok | Kapusok | Kapusok |
| ------------- | ------------------ | --------- | ----------- | ------------------------------ | ------------------------------------- | ------- | ------- | ------- | ------- |
| 1             | Ivor Pandur        | horvát    | kapus       | 2000. március 25. (25 éves)    |                                       |         |         |         |         |
| 13            | Timothée Lo-Tutala | francia   | kapus       | 2003. február 13. (22 éves)    |                                       |         |         |         |         |
| 34            | Harvey Cartwright  | angol     | kapus       | 2002. május 9. (22 éves)       |                                       |         |         |         |         |
| Védők         |                    |           |             |                                |                                       |         |         |         |         |
| 2             | Lewie Coyle        | angol     | hátvéd      | 1995. október 15. (29 éves)    | csapatkapitány                        |         |         |         |         |
| 4             | Charlie Hughes     | angol     | hátvéd      | 2003. október 16. (21 éves)    |                                       |         |         |         |         |
| 5             | Alfie Jones        | angol     | hátvéd      | 1997. október 7. (27 éves)     | helyettes kapitány                    |         |         |         |         |
| 6             | Sean McLoughlin    | ír        | hátvéd      | 1996. november 13. (28 éves)   |                                       |         |         |         |         |
| 15            | John Egan          | ír        | hátvéd      | 1992. október 20. (32 éves)    |                                       |         |         |         |         |
| 17            | Finley Burns       | angol     | hátvéd      | 2003. június 17. (21 éves)     | kölcsön a Manchester City csapatától  |         |         |         |         |
| 23            | Cody Drameh        | angol     | hátvéd      | 2001. december 8. (23 éves)    |                                       |         |         |         |         |
| 29            | Matty Jacob        | angol     | hátvéd      | 2001. június 3. (23 éves)      |                                       |         |         |         |         |
| Középpályások |                    |           |             |                                |                                       |         |         |         |         |
| 16            | Lincoln Henrique   | brazil    | középpályás | 1998. november 7. (26 éves)    | kölcsön a Fenerbahçe csapatától       |         |         |         |         |
| 19            | Steven Alzate      | kolumbiai | középpályás | 1998. szeptember 8. (26 éves)  |                                       |         |         |         |         |
| 20            | Gustavo Puerta     | kolumbiai | középpályás | 2003. július 20. (21 éves)     | kölcsön a Bayer Leverkusen csapatától |         |         |         |         |
| 24            | Matt Crooks        | angol     | középpályás | 1994. január 20. (31 éves)     |                                       |         |         |         |         |
| 25            | Óscar Zambrano     | ecuadori  | középpályás | 2004. április 20. (20 éves)    | kölcsön az LDU Quito csapatától       |         |         |         |         |
| 27            | Regan Slater       | angol     | középpályás | 1999. szeptember 11. (25 éves) |                                       |         |         |         |         |
| 36            | Eliot Matazo       | belga     | középpályás | 2002. február 15. (23 éves)    |                                       |         |         |         |         |
| 37            | Nordine Amrabat    | marokkói  | középpályás | 1987. március 31. (38 éves)    |                                       |         |         |         |         |
| 45            | Kasey Palmer       | jamaicai  | középpályás | 1996. november 9. (28 éves)    |                                       |         |         |         |         |
| Csatárok      |                    |           |             |                                |                                       |         |         |         |         |
| 7             | Liam Millar        | kanadai   | csatár      | 1999. szeptember 27. (25 éves) |                                       |         |         |         |         |
| 11            | Doğukan Sinik      | török     | csatár      | 1999. január 21. (26 éves)     |                                       |         |         |         |         |
| 12            | João Pedro         | angol     | csatár      | 1992. március 9. (33 éves)     |                                       |         |         |         |         |
| 22            | Louie Barry        | angol     | csatár      | 2003. június 21. (21 éves)     | kölcsön az Aston Villa csapatától     |         |         |         |         |
| 28            | Kyle Joseph        | skot      | csatár      | 2001. szeptember 10. (23 éves) |                                       |         |         |         |         |
| 30            | Joe Gelhardt       | angol     | csatár      | 2002. május 4. (22 éves)       | kölcsön a Leeds United csapatától     |         |         |         |         |
| 33            | Mohamed Belloumi   | algériai  | csatár      | 2002. június 1. (22 éves)      |                                       |         |         |         |         |
| 44            | Abu Kamara         | angol     | csatár      | 2003. július 21. (21 éves)     |                                       |         |         |         |         |
| 48            | Mason Burstow      | angol     | csatár      | 2003. augusztus 4. (21 éves)   |                                       |         |         |         |         |

### Kölcsönben
| 3  | Ryan Giles       | angol   | hátvéd      | 2000. január 26. (25 éves)     | kölcsön a Middlesborough csapatánál      | 2025. június 30-ig |
| 8  | Marvin Mehlem    | francia | középpályás | 1997. szeptember 11. (27 éves) | kölcsön a Paderborn csapatánál           | 2025. június 30-ig |
| 10 | Abdülkadir Ömür  | török   | középpályás | 1999. június 25. (25 éves)     | kölcsön a Çaykur Rizespor csapatánál     | 2025. június 30-ig |
| 18 | Xavier Simons    | angol   | középpályás | 2003. február 20. (22 éves)    | kölcsön a Wycombe Wanderers csapatánál   | 2025. június 30-ig |
| 21 | Brandon Fleming  | angol   | középpályás | 1999. december 3. (25 éves)    | kölcsön a Forest Green Rovers csapatánál | 2025. június 30-ig |
| 26 | Xavier Simons    | angol   | hátvéd      | 2001. szeptember 11. (23 éves) | kölcsön a Gillingham csapatánál          | 2025. június 30-ig |
| 31 | Anthony Racioppi | svájci  | kapus       | 1998. december 31. (26 éves)   | kölcsön a Köln csapatánál                | 2025. június 30-ig |
| –  | James Furlong    | ír      | hátvéd      | 2002. június 7. (22 éves)      | kölcsön a Wimbledon csapatánál           | 2025. június 30-ig |
| –  | Callum Jones     | walesi  | középpályás | 2001. április 5. (24 éves)     | kölcsön a Morecambe csapatánál           | 2025. június 30-ig |